# 고 (의상)

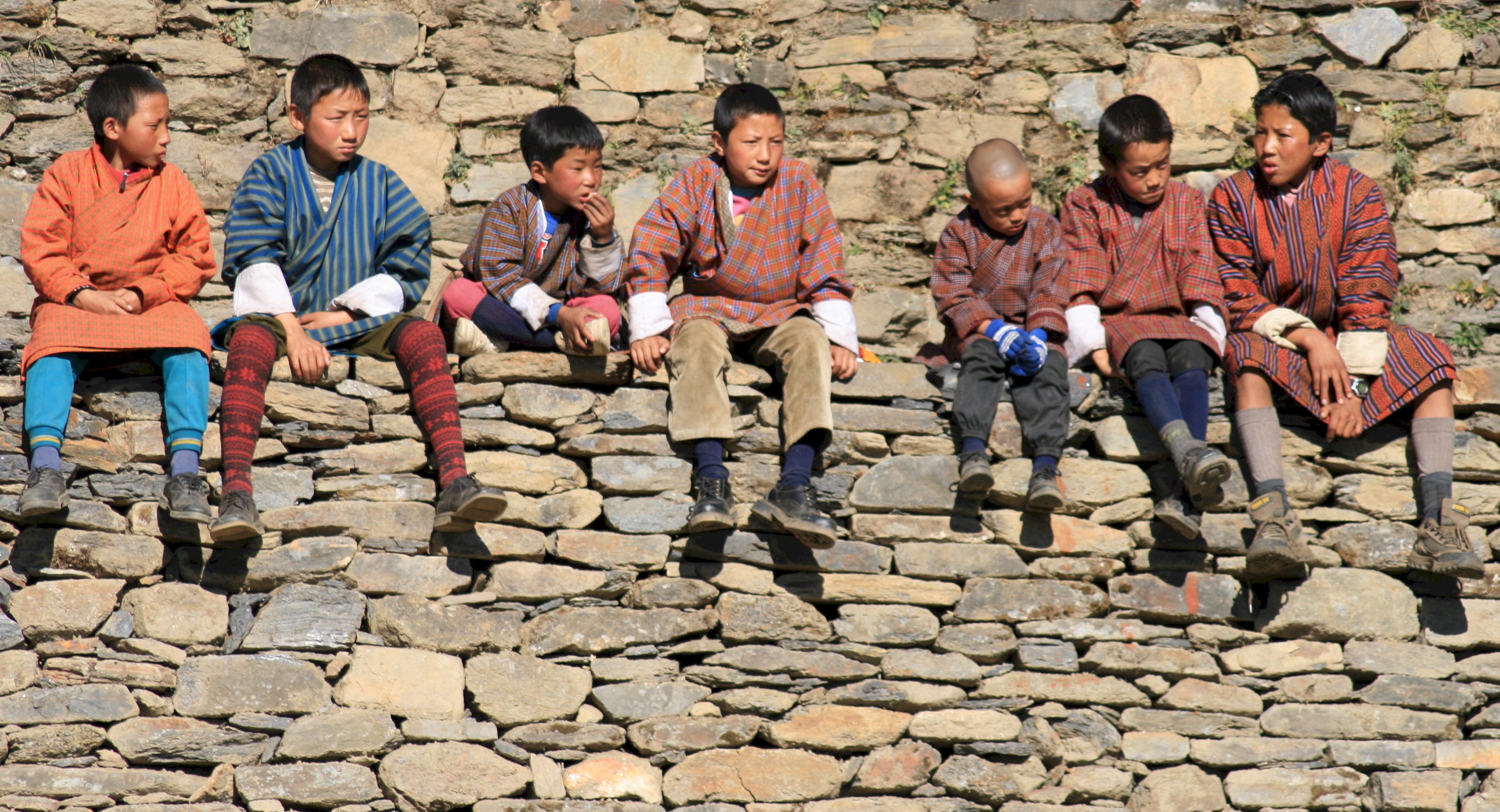
고를 입은 부탄의 소년들

고(Gho)는 부탄의 남성 민족의상이다. 17세기경 초대 샤브드룽 린포체였던 응아왕 남걀이 응아롭족의 상징물로 하사한 것이 시초로, 무릎까지 닿는 길이에 허리끈(케라, 티베트어: སྐེད་རགས་, sked rags)으로 묶어 입는 예복이다. 경사스러운 일이 있을 때에는 캅니외 함께 걸친다.
부탄 정부는 관공서나 학교에 근무하는 남성에게 고를 착용하도록 하고 있다. 또 공식적이거나 예를 갖춰야 하는 상황에서 고를 착용하는 것이 관례이다. 1989년부터 현대적으로 법례화되었지만 복장 규정 중에서는 드리글람 남샤가 더 오래되었다.